# Semachrysa hyndi
Semachrysa hyndi är en insektsart som beskrevs av Brooks 1983. Semachrysa hyndi ingår i släktet Semachrysa och familjen guldögonsländor. Inga underarter finns listade i Catalogue of Life.